# Гіла каролінська
Гіла каролінська (Melanerpes carolinus) — середнього розміру північноамериканський птах роду гіла (Melanerpes) родини дятлових (Picidae).

## Морфологічні ознаки
Довжина тіла 23-27 см; розмах крил — 38-46 см. З чорно-білим узором на спині, крилах та хвості та світлим, жовтуватим низом і червонуватим забарвленням живота. Яскраво-червона шапочка, яка у самців іде від дзьоба аж до основи шиї, а у самиць червоне оперення на потилиці і при основі дзьоба, «шапочка» сіра. Очі червонувато-карі. 

## Поширення
Поширений у змішаних лісах східної та центральної частини Північної Америки від Техасу на півдні з північною межею ареалу до широти Великих Озер і ще дещо на північ у степовій центральній Канаді.

## Живлення
Споживають мурах, личинок деревоточців, ягоди, горіхи та інші плоди.